# 賃金の鉄則
賃金の鉄則（ちんぎんのてっそく）とは、実質賃金が長期にわたって、労働者の生活を維持するのに必要な最低賃金に向かう傾向を持つと主張する、経済学で提唱された法則である。この理論は最初に、フェルディナント・ラッサールにより19世紀半ばに命名された。カール・マルクスとフリードリヒ・エンゲルスによれば、（特に1875年のマルクスの『ゴータ綱領批判』において）その学説はラッサールに、その着想はトーマス・マルサスの『人口論』に、そしてその用語はゲーテの"Das Göttliche"の中の「偉大で、永遠の鉄則」による。
ラッサールによれば、労働者は最低生活の維持なしに働くことができないので、賃金は最低生活水準以下に下落することができない。しかし雇用のための労働者間の競争が、賃金をこの最低水準まで追い立てるだろう。これは賃金が「最低生活賃金」の上にあるとき人口は増加し、下にあるとき減少するという、マルサスの人口理論から導かれる。そして理論は、労働需要が実質賃金率による所与の単調な減少関数であると仮定すると、システムの長期にわたる均衡の中で、労働供給（すなわち人口）は最低生活賃金で要求される値と一致するだろうと予測した。その根拠は、賃金が高くなると、労働供給が需要に比較して多くなり、供給過剰を生み出して、それにより市場実質賃金を引き下げ、賃金が低くなると、労働供給が下落し、市場実質賃金が上昇するということである。これは一定の人口で最低生活賃金の均衡へ向かうダイナミックな集合を生み出すだろう。
デヴィッド・リカードが気づいたように、新しい投資、技術、またはある他の要素が人口より速く増加する労働需要を引き起こしさえすれば、この予測は実現しないだろう。この場合、実質賃金と人口の双方ともが時間に伴い増加する。人口推移（国の工業化に伴う高い出生死亡率から低い出生死亡率への推移）は、賃金を最低生活賃金よりもはるかに高いものへ誘導し、発展した世界の大部分でこの原動力を変化させた。まだ急速に拡大する人口を持っている国でさえ、技能労働者の必要性が、他のものよりはるかに速く上昇する賃金を引き起こしている。

## ラッサール
アレクサンダー・グレーによると、フェルディナンド・ラッサールは彼が"das eherne und grausame Gesez"（鉄の残酷な法）に関して書いたときに、「賃金の鉄則」という語句を「発明するという名声を得た」。

## リカード
賃金の鉄則の趣旨は、ラッサールよりも早く経済学者達の記述によると考えられている。例えば、アントネッラ・スティラティは、ジャック・テュルゴーが最初に概念を定式化したとヨーゼフ・シュンペーターが主張したことに注目している。何人か（例えば、ジョン・ケネス・ガルブレイス）は、この着想がデヴィッド・リカードによると考えているが、リカードはマルサスの人口理論に基づいてこれを論証した。テリー・ピーチによれば、リカードが賃金についてより柔軟な視点を持っていたと解釈する経済学者に、ヘイニー（1924年）、ジョン・ヒックス（1973年）、フランク・ナイト（1935年）、ラムゼー（1836年）、ジョージ・スティグラー（1952年）、およびポール・サミュエルソン（1979年）がいる。
アントネッラ・スティラティは法の着想がマルサス以外の古典派経済学者達によるということに反論している。彼女は例えばリカードについて、マルサスに先行する経済学者に典型的な、人口についてのより柔軟な視点の近くにいると見ている。リカードは自然価格と市場価格の間に区別をつけた。リカードにとって、労働力の自然価格は労働者を維持する費用であった。しかしリカードは、労働力の市場価格もしくは現実に支払われた賃金が、経済傾向を相殺するため、最低生活水準を無期限に超えることができると信じていた。
それらの自然相場に従う賃金の傾向にもかかわらず、道徳的社会では、市場相場は無期限にそれを上回るかもしれない。なぜなら増加した資本が新しい労働需要を与えた衝撃が、資本の増加が生み出すであろういくつかの効果よりも早くは連動しないかもしれない。そしてそれゆえ、もしも資本の増加がゆるやかで一定ならば、労働需要は継続的な刺激を人々の増加に与えるかもしれない･･･。
その上リカードは、労働の市場価格が最低生活または自然賃金を長期にわたって超えることができると信じていただけではなく、自然賃金は物理的に労働者を維持するのに必要なものなのではなく、「習慣と慣習」によるのだと主張した。
労働力の自然価格が食糧および必需品と均等に評価され、絶対的に固定されて一定であると理解してはならない。それは同じ国であっても異なる時間で、そして異なる国では非常に物質的に異なる。それは本質的には人々の習慣と慣習による。もしもあるイギリスの労働者が、ジャガイモ以外に買える食糧がなく、泥の小屋以外に暮らせる住居がなかったならば、彼は賃金が彼らの自然相場以下であり、家族を養うにはあまりにも乏しいと考えるかもしれない。しかしこれらの穏当な生理的要求は、「人の命が安く」、労働者の必要とする物が容易に満たされるような国々ではしばしば十分であると考えられる。現在イギリスの山荘で楽しまれている文明の利器の多くは、我々の歴史の以前の時代においては贅沢品と思われただろう。

## 批評

### 主流派の批評
現代では、ラッサールの賃金生存費説の予測は、---既にリカードによって知られていた線に沿って---継続的な経済成長によって疑念を持たれただけではなく、マルサスの人口理論を覆す、人口の成長が実質所得と賃金の下降関数になるような、より豊かな社会での人口推移によっても疑念を持たれた。それゆえ、主流派経済学は賃金生存費説を却下する。

### 社会主義者の批評
ラッサールと賃金の鉄則に対する社会主義の批評家、例えばカール・マルクスは、賃金が最低生活水準へ下落する傾向はあるが、また反対方向に働く傾向もあると主張した。マルクスは賃金の鉄則についてのマルサス主義の基礎を批評した。マルサスに拠れば、生産能力の増加が人口の増加をもたらすので、人類は貧困の中で生きることに大きく運命づけられている。マルクスはラッサールをデヴィッド・リカードについて誤解していると批評した。マルクスはまた、彼が「現代の政治経済学」と呼んだものの基礎が、価値論のためには、賃金が所与の大きさであることだけを要求することに注目した。彼は重農主義者を賞賛する際にこれを行った。